# Dwuliścienne

Budowa nasienia rośliny dwuliściennej
a) łupina nasienna, b) bielmo, c) liścienie, d) zarodek

Dwuliścienne (Dicotyledones) – wyróżniany w niektórych systemach jeszcze do końca XX wieku takson obejmujący wszystkie rośliny okrytonasienne z wyjątkiem jednoliściennych. Nazwa tej grupy roślin wywodzi się od wspólnej dla nich cechy – obecności dwóch liści zarodkowych (liścieni).
Po zastosowaniu metod molekularnych i lepszym poznaniu filogenezy roślin okrytozalążkowych okazało się, że rośliny dwuliścienne wyróżniane dotychczas jako grupa systematyczna mają parafiletyczne pochodzenie. Aktualne systemy klasyfikacyjne (np. system APG III z 2009 i APG IV z 2016) nie wyróżniają już więc dwuliściennych w randze taksonu. Część rzędów (Nymphaeales, Amborellales i Austrobaileyales) oddzieliła się od wspólnego pnia drzewa filogenetycznego okrytozalążkowych jeszcze przed wyodrębnieniem się kladu roślin jednoliściennych. Wymienione rzędy zaliczane są do tzw. wczesnych dwuliściennych (ang. paleodicots) wspólnie z kilkoma innymi kladami o długiej historii (Chloranthales i klad magnoliowych obejmujący rzędy: Laurales, Magnoliales, Canellales, Piperales). Do kladu dwuliściennych właściwych (ang. eudicots) zaliczane są pozostałe, młodsze grupy roślin okrytozalążkowych.
Ze względu na rozpowszechnienie i prostotę podziału okrytonasiennych na jednoliścienne i dwuliścienne podział ten stosowany jest wciąż w wielu publikacjach popularnych i popularnonaukowych. Systemy klasyfikacyjne roślin okrytonasiennych tworzone od końca XX wieku nie zawierają jednak już dwuliściennych w randze taksonu.

## Morfologia

Początkowe stadium rozwoju rośliny dwuliściennej (siewka), A – liścienie

ŁodygaZdrewniała lub zielna, często silnie rozgałęziona. Wiązki przewodzące ułożone koncentrycznie (w pierścień), otwarte, z przyrostem wtórnym (łodyga przyrasta na grubość). U wczesnych dwuliściennych rozproszone.
System korzeniowyNajczęściej palowy.
LiścieCałe lub złożone, często z przylistkami, zwykle z wyraźnym ogonkiem, często złożone, różnokształtne, zwykle z unerwieniem siatkowym, pochwy liściowe są rzadkością. Skórka górna (doosiowa) zaopatrzona w grubą warstwę kutikuli i włoski, skórka dolna (odosiowa) zawiera aparaty szparkowe, wytwarza włoski i cieńszą warstwę kutikuli niż skórka górna. Mezofil – zróżnicowany na palisadowy i gąbczasty.
KwiatyNajczęściej złożone z 5- lub 4-członowych okółków z kielichem i koroną. U wczesnych dwuliściennych znacznie prostsze, z 2- lub 3-członowych okółków, czasem o ustawieniu spiralnym (np. magnoliowce).
NasionaBielmowe lub bezbielmowe, zarodek ma dwa liścienie.

## Historyczne ujęcia systematyczne

### Podział według systemu Cronquista (1981)
Według systemu Cronquista rośliny dwuliścienne stanowią jedną z dwóch klas okrytonasiennych (obok jednoliściennych), określone są nazwą naukową Magnoliopsida i dzielą się na 6 podklas:
- Magnoliidae (8 rzędów)
- Hamamelidae (11 rzędów)
- Caryophyllidae (3 rzędy)
- Dilleniidae (13 rzędów)
- Rosidae (18 rzędów)
- Asteridae (11 rzędów)

### Podział według systemu Takhtajana (1997)
Podobnie jak w systemie Cronquista, według systemu Takhtajana rośliny dwuliścienne stanowią jedną z dwóch klas okrytonasiennych (obok jednoliściennych), określone są nazwą Magnoliopsida, ale dzielą się na 11 podklas:
- Magnoliidae
- Nymphaeidae
- Nelumbonidae
- Ranunculidae
- Caryophyllidae
- Hamamelididae
- Dilleniidae
- Rosidae
- Cornidae
- Asteridae
- Lamiidae

### Podział według systemu Reveala (1994-1999)
W systemie Reveala dwuliścienne nie są wyróżnione jako odrębny takson. Okrytonasienne dzielą się na 5 klas, z czego 4 odpowiadają dawnym dwuliściennym:
- Magnoliopsida Brongn., Enum. Pl. Mus. Paris: xxvi, 95 1843
- Piperopsida Bartl., Ord. Nat. Pl.: 78, 83 1830
- Ranunculopsida Brongn., Enum. Pl. Mus. Paris: xxvi, 96 1843
- Rosopsida Batsch, Dispos. Gen. Pl. Jenens.: 28 1788